# Thermosbaenacea

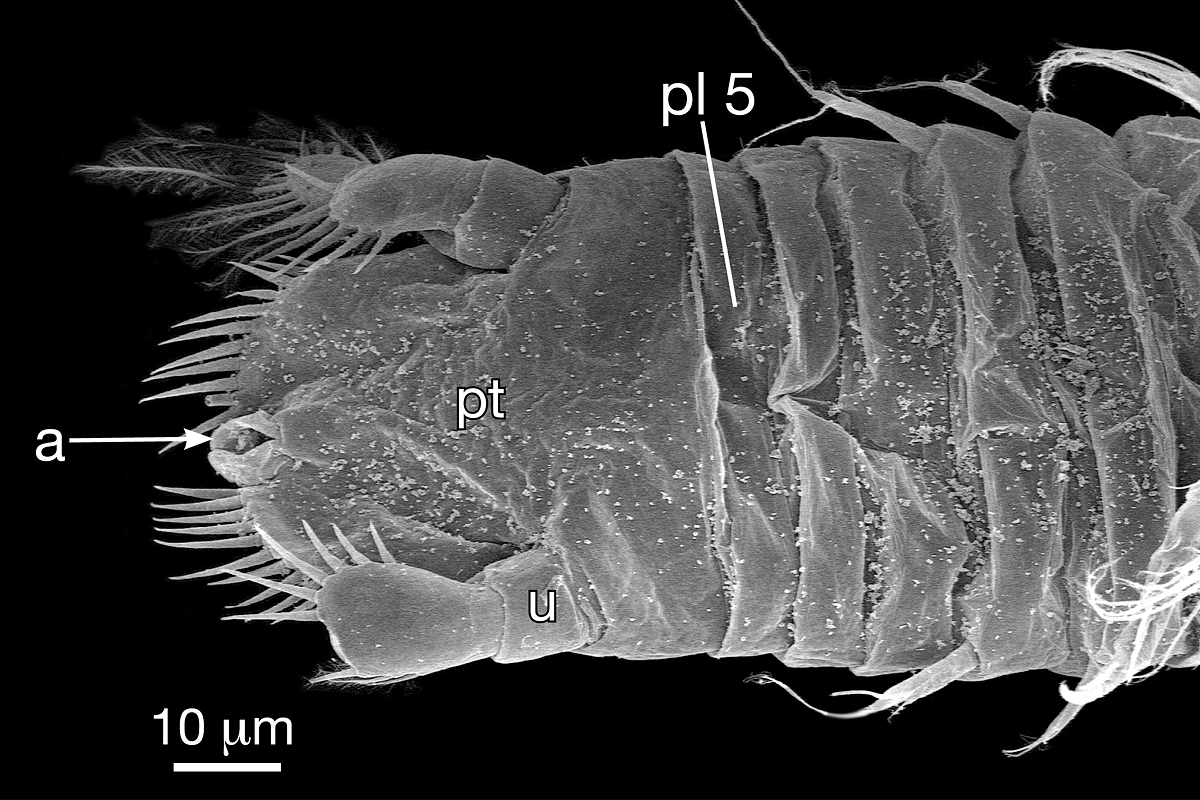
Rasterelektronenmikroskopie des Pleotelsons (pt) von Thermosbaena mirabilis. a = Anus; u = Uropod; pl 5 = 5. Segment des Pleons (Pleopoden sitzen nur am 1. und 2. Segment)

Die Thermosbaenacea sind eine Ordnung der Höheren Krebse. In systematischen Zusammenstellungen werden sie oft zur Überordnung der Ranzenkrebse gezählt. Wegen ihres speziellen Körperbaus und der Brutpflege in einem vom Carapax der Weibchen gebildeten Brutraum werden sie vielfach auch als Überordnung Pancarida den Ranzenkrebsen (Peracarida) gegenübergestellt.

## Merkmale
Die Arten der Thermosbaenacea werden bis zu 4 Millimeter lang. Ihr Körper ist langgestreckt und verhältnismäßig gleichförmig segmentiert. Der Carapax ist mit dem ersten Segment des Thorax verwachsen und überdeckt nach hinten zwei weitere Thorakalsegmente. Der bei den Weibchen zusätzlich erweiterte Carapax bildet einen Brutraum, in dem sich die Embryos entwickeln. Die Schreitbeine sind zweiästig. Die sehr kurzen Pleopoden, die nur an den ersten beiden Segmenten des Pleons entwickelt sind, sind nur einästig. Auf dem Telson bzw. Pleotelson befinden sich die paarigen Uropoden.
Die Augen sind reduziert oder fehlen. Sie könnten wegen der Lebensweise der meisten Arten in lichtlosen Höhlensystemen im Laufe der Evolution zurückgebildet worden sein.

## Vorkommen
Die erste, 1924 von Théodore Monod beschriebene Art der Thermosbaenacea war Thermosbaena mirabilis. Sie wurde in einer schon zur Römerzeit bekannten Thermalquelle in Tunesien entdeckt und ist dort auch in den Zuleitungen für das Thermalbad und im 48 °C heißen Grundwasser zu finden. Wassertemperaturen unter 30 °C überlebt Thermosbaena mirabilis kaum.
Weitere Arten wurden danach in italienischen Höhlen gefunden und den Gattungen Monodella und Tethysbaena zugeordnet. Inzwischen sind Fundorte dieser Krebstiere aus der ganzen Welt bekannt, sowohl von karibischen Inseln, als auch aus Mittel- und Nordamerika, Südosteuropa, Israel, Nordafrika und Südostasien und Australien. Die biogeographische Verteilung der Vorkommen der Thermosbaenacea hat Anlass zu Spekulationen gegeben, zumal die Arten oft in nach außen hin scheinbar abgeschlossenen Höhlen leben. 
Die Nahrungskette in diesen lichtlosen Höhlen könnte auf dem chemoautotrophen Stoffwechsel von Schwefelbakterien beruhen, die im schwefelwasserstoffhaltigen heißen Wasser Energie durch die Oxidation der schwefelhaltigen Stoffe zu Sulfaten gewinnen können.

## Familien
Die Thermosbaenacea sind relativ artenarm, sie werden derzeit in vier Familien mit sieben Gattungen eingeteilt. Familien, Gattungen und Arten:
- Familie Halosbaenidae Monod & Cals, 1988[9]
  - Gattung Halosbaena Stock, 1976
    - Halosbaena acanthura Stock, 1976
    - Halosbaena daitoensis Shimomura & Fujita, 2009
    - Halosbaena fortunata Bowman & Iliffe, 1986
    - Halosbaena tulki Poore & Humphreys, 1992

  - Gattung Limnosbaena Stock, 1976
    - Limnosbaena finki (Mestrov & Lattinger-Penko, 1969)

  - Gattung Theosbaena Cals & Boutin, 1985
    - Theosbaena cambodjiana Cals & Boutin, 1985
- Familie Monodellidae Taramelli, 1954[10]
  - Gattung Monodella Ruffo, 1949
    - Monodella stygicola Ruffo, 1949

  - Gattung Tethysbaena Wagner, 1994
    - Tethysbaena aiakos Wagner, 1994
    - Tethysbaena argentarii (Stella, 1951)
    - Tethysbaena atlantomaroccana (Boutin & Cals, 1985)
    - Tethysbaena calsi Wagner, 1994
    - Tethysbaena colubrae Wagner, 1994
    - Tethysbaena coqui Wagner, 1994
    - Tethysbaena gaweini Wagner, 1994
    - Tethysbaena haitiensis Wagner, 1994
    - Tethysbaena halophila (S.L. Karaman, 1953)
    - Tethysbaena juglandis Wagner, 1994
    - Tethysbaena juriaani Wagner, 1994
    - Tethysbaena lazarei Wagner, 1994
    - Tethysbaena ophelicola Wagner, 2012
    - Tethysbaena relicta (Pór, 1962)
    - Tethysbaena sanctaecrucis (Stock, 1976)
    - Tethysbaena scabra (Pretus, 1991)
    - Tethysbaena scitula Wagner, 1994
    - Tethysbaena siracusae Wagner, 1994
    - Tethysbaena somala (Chelazzi & Messana, 1982)
    - Tethysbaena stocki Wagner, 1994
    - Tethysbaena tarsiensis Wagner, 1994
    - Tethysbaena texana (Maguire, 1965)
    - Tethysbaena tinima Wagner, 1994
    - Tethysbaena vinabayesi Wagner, 1994
- Familie Thermosbaenidae Monod, 1927
  - Gattung Thermosbaena Monod, 1924
    - Thermosbaena mirabilis Monod, 1924
- Familie Tulumellidae Wagner, 1994[11]
  - Gattung Tulumella Bowman & Iliffe, 1988
    - Tulumella bahamensis Yager, 1988
    - Tulumella grandis Yager, 1988
    - Tulumella unidens Bowman & Iliffe, 1988